# Robert Hope-Jones
Robert Hope-Jones (* 9. Februar 1859 in Hooton Grange, Cheshire, Großbritannien; † 13. September 1914 in Rochester, New York, USA) war um 1900 ein bedeutender Erfinder im Bereich Orgelbau.
Nach einer Ausbildung zum Telefontechniker arbeitete er bei der  National Telephone Company, bevor er 1892 in Birkenhead die Hope-Jones Electric Organ Co. Ltd. gründete, um zunächst elektrische Bauteile für die Orgel herzustellen. Für seine Patente auf diesem Gebiet konnte er 20 Firmen als Lizenznehmer finden. 1898 zog seine Firma nach Norwich um. Die bedeutendste Orgel der Firma, die insgesamt rund 100 Orgeln herstellte, war diejenige der Kathedrale von Worcester. Darin waren unter anderem Orgelpfeifen mit einer von ihm entwickelten Tonerzeugung nach dem Prinzip der ausschlagenden Zungen verbaut, bei denen der Blasdruck eine Platte – vergleichbar der Membran bei Membranopipes – vom Luftdurchlass periodisch abhebt und diesen wieder schließt. Dieses Prinzip wird bis heute bei Diaphonen angewandt. Weitere Orgeln baute seine Firma 1897 für die McEwan Hall der Universität Edinburgh, die Kirche St Mary's in Warwick und die Kirche St George’s, Hanover Square im Stadtteil City of Westminster in London.
Im Jahr 1903 wanderte Hope-Jones aus wirtschaftlichen Gründen in die Vereinigten Staaten aus, wo er jeweils für kurze Zeit bei Lewis C. Harrison (New York), Austin (Hartfort) und Skinner (Boston) arbeitete, bevor er sich 1907 mit der  Hope-Jones Organ Company selbständig machte. Streitigkeiten mit der Rudolph Wurlitzer Company, an die er 1910 seine Firma abgetreten hatte, um fortan als Angestellter zu arbeiten, brachten Hope-Jones 1914 dazu, sich das Leben zu nehmen.
Zu seinen Neuerungen gehört die Kinoorgel The Wurlitzer-Hope-Jones Unit Orchestra, die man The Mighty Wurlitzer nannte, weil ein Musiker mit ihr anscheinend jeden Klang erzeugen konnte.